# Чубариков, Владимир Николаевич
Владимир Николаевич Чуба́риков (род. 5 сентября 1951, Апальково, Орловская область) — советский и российский математик, исполнявший обязанности декана механико-математического факультета МГУ в 2006—2019 годах, заведующий кафедрой математических и компьютерных методов анализа механико-математического факультета МГУ.

## Биография
Родился в селе Апальково Сосковского (ныне — Кромского) района Орловской области в семье строителя.
В 1969 году окончил физико-математическую школу № 18 при МГУ (СУНЦ МГУ). В 1974 году окончил механико-математический факультет МГУ по специальности «математика». Был секретарём комитета ВЛКСМ мехмата. В 1980-е годы занимал ответственные посты в приемной комиссии. В 1976—1978 и 1980—1984 годах — преподаватель математики в Физико-математической школе № 18 при МГУ. Кандидатскую диссертацию на тему «Кратные тригонометрические суммы» защитил в 1977 году, докторскую диссертацию на тему «Многомерные проблемы теории простых чисел» — в 1989 году. С 1992 года — профессор кафедры математического анализа механико-математического факультета МГУ.
Председатель специализированного совета по математике при МГУ. Главный редактор журналов «Вестник Московского университета. Серия I. Математика, механика» (2006), «Чебышевский сборник» (2001), заместитель главного редактора журнала «Евразийский математический журнал» (2005), член редколлегий журналов «Дискретная математика» (2002), «Вопросы атомной науки и техники. Серия: математическое моделирование физических процессов» (2005).
Читает основной курс «Математический анализ» для студентов механико-математического факультета и спецкурсы: «Избранные главы аналитической теории чисел», «Методы решета в теории чисел», «Аддитивные задачи теории чисел», «Арифметические функции».
Опубликовал более 130 научных работ и 11 монографий, в том числе книги «Теория кратных тригонометрических сумм» (1987, совместно с Архиповым Г. И. и Карацубой А. А.), «Лекции по математическому анализу» (1999, совместно с Архиповым Г. И., Садовничим В. А.), «Арифметика. Алгоритмы. Сложность вычислений» (1996, совместно с Гашковым С. Б.), «Элементы арифметики» (1999).
Награждён медалью ордена «За заслуги перед Отечеством» II степени (2005), медалью «В память 850-летия Москвы» (1997), юбилейным нагрудным знаком «250 лет МГУ им. М. В. Ломоносова» (2004), юбилейным знаком «225 лет Черноморскому флоту» (2008). Лауреат премии им. М. В. Ломоносова за педагогическую деятельность (МГУ, 1999). Лауреат конкурса научных работ молодых учёных МГУ им. М. В. Ломоносова за цикл работ «Асимптотическая формула для числа решений одной системы диофантовых уравнений» (1981). Почётный доктор Евразийского национального университета им. Л. Н. Гумилёва (2006, Казахстан).
Среди учеников В. Н. Чубарикова 33 кандидата и 3 доктора наук.
По данным интернет-издания «Татьянин день», неоднократно поддерживал начинания преподавателей и студентов-прихожан Татианинского храма при МГУ. Подписал письмо ректору МГУ за строительство храма-часовни в честь святых равноапостольных Кирилла и Мефодия на территории МГУ. В своём интервью говорил, что доказательная часть науки и вера «не противоречат, а, напротив, дополняют друг друга, позволяют человеку жить полноценной жизнью».

## Научные интересы
Областью научных интересов Чубарикова являются аналитическая теория чисел, аддитивные проблемы теории чисел, методы решета в теории чисел, алгоритмические проблемы теории чисел, математический анализ. Тема кандидатской диссертации: «Кратные тригонометрические суммы». Тема докторской диссертации: «Многомерные проблемы теории простых чисел».
Является одним из создателей теории кратных тригонометрических сумм; автор теории кратных тригонометрических сумм с простыми числами, являющейся дальнейшим развитием исследований И. М. Виноградова. Им получены новые оценки полных рациональных тригонометрических сумм; кратных тригонометрических сумм общего вида, в частности, в случае, когда переменные суммирования пробегают значения последовательных простых чисел. Получил законы распределения значений некоторых периодических арифметических функций. Использовал арифметические функции для искажения частот появления знаков в шифре простой замены (совместно с М. П. Минеевым). Дал арифметический подход к построению шифра Виженера в 2008 году совместно с М. П. Минеевым. Решил проблему Гильберта — Камке в простых числах.
На официальном сайте механико-математического факультета МГУ по состоянию на 2013 год утверждается, что В. Н. Чубариков дал полное решение проблемы Варинга—Гольдбаха в 2009 году.
Однако в единственной статье 2009 года, посвящённой этой теме, дается решение задачи, лишь в некотором смысле сходной с проблемой Варинга — Гольдбаха.